# Ryszard Natusiewicz
Ryszard Natusiewicz (ur. 12 lutego 1927 w Grodnie, zm. 6 października 2008 we Wrocławiu) — polski architekt i rysownik, profesor Politechniki Wrocławskiej, pracownik Zakładu Rysunku, Malarstwa i Rzeźby Wydziału Architektury, autor licznych rysunków, wystaw i publikacji z dziedziny rysunku, w tym podręcznika akademickiego rysunku dla architektów. Brat Janiny Natusiewicz-Mirer.

## Życiorys
Syn Jana i Wandy z Kołłątajów z Berdowszczyzny. Studiował w latach 1947-1952 na Wydziale Architektury Politechniki Wrocławskiej. Po uzyskaniu dyplomu architekta, magistra nauk technicznych, został zatrudniony na tejże uczelni jako asystent, następnie starszy asystent, adiunkt, docent, a obecnie profesor. Pracę doktorską na temat "Adaptacja staromiejskiego placu Nowy Targ we Wrocławiu na współczesny zespół mieszkaniowy" obronił w 1968. Przerwa w pracy na Politechnice Wrocławskiej w okresie 1968-1980 była represją ówczesnych władz uczelni za udział w wystąpieniach studenckich w roku 1968. W okresie 1978–1980 pracował jako docent na Politechnice Śląskiej w Gliwicach. Urlopowany z tejże uczelni był zatrudniony na kontrakcie w przedsiębiorstwie ETAU (Bureau d'Etudes de Travaux Publics d'Architecture et d'Urbanisme) w Algierii. W okresie odbudowy Wrocławia i Dolnego Śląska pracował w biurach projektowych przy wielu zagadnieniach urbanistyczno-architektonicznych, a następnie ich realizacjach. Brał udział w 21 konkursach urbanistyczno-architektonicznych krajowych i zagranicznych, uzyskał kilkanaście nagród i wyróżnień. W roku 1980 otrzymał status twórcy nr 205. Już jako student rozpoczął uprawiać swoją życiową pasję rysownika architektury. Ze szkicownikiem przemierzył tysiące kilometrów w kraju i za granicą "zapisując" na swoich kartkach brystolu liczne rysunki — szkice architektury zabytkowej i współczesnej, a także pejzaże je otaczające, bądź do niej prowadzące. Szczególnym upodobaniem Ryszarda Natusiewicza rysownika jest bogata we wszystkich okresach architektura sakralna — poczynając od świątyń starożytnych w rejonie Morza Śródziemnego poprzez wspaniałe dzieła wszystkich okresów historii Europy, Afryki pn. i Bliskiego Wschodu, do twórczości rodzimych budowniczych, niepowtarzalnych wiejskich kościółków i kapliczek przydrożnych włącznie. Cechą charakterystyczną zarówno wybranych obiektów jak też ich przedstawienia jest to, co w języku francuskim wyraża słowo "esprit". Rysowane obiekty, choć niejednokrotnie przetrwały w postaci szczątkowej, tchną duchem, który je stworzył - tym samym duchem zostały odebrane i przekazane oglądającym, co czyni je przydatnymi dla dalszego ich przekazywania i utrzymywania ciągłości kultury europejskiej.
Autor ponad 10 000 rysunków przedstawiających architekturę europejską, afrykańską i azjatycką. Rysunki te eksponowane były na licznych wystawach. Opiekun Koła Naukowego Rysowników Architektury Politechniki Wrocławskiej...
Był również propagatorem piękna polskiej architektury w Telewizji Trwam (na antenie stacji prowadził audycje Wspomnienia z Wilna w rysunkach prof. R. Natusiewicza i  Historia i architektura Polski w rysunkach prof. R. Natusiewicza.

## Publikacje
- Śląsk węglem i piórkiem, Wrocław, Ossolineum, 1963
- Rysunek architekta, Wrocław, Urbanistyka, 1992
- Stary Sącz: Sanktuarium Błogosławionej Kingi w rysunkach Ryszarda Natusiewicza (katalog wystawy), Wrocław, Urbanistyka, 1992
- Kraków - Opactwo Benedyktynów w Tyńcu w rysunkach Ryszarda Natusiewicza (katalog wystawy), Wrocław, Urbanistyka, 1992
- Architektura Karkonoszy: Karpacz, Karpacz Górny, schroniska, Szpindlerowy Młyn, Wrocław, Urbanistyka, 1994
- Józef Piłsudski w Krakowie w rysunkach Ryszarda Natusiewicza (katalog wystawy), Wrocław, Urbanistyka, 1997
- Architektura drewniana ziemi krakowskiej w rysunkach Ryszarda Natusiewicza, Wrocław, Urbanistyka, 1997
- Wzgórze Wawelskie w rysunkach Ryszarda Natusiewicza (katalog wystawy), Wrocław, Urbanistyka, 1997
- Zamki Dolnego Śląska w rysunkach Ryszarda Natusiewicza, Wrocław, Urbanistyka, 1997